# Manuela García Cochagne
Manuela Esperanza García Cochagne (Lima, 12 de diciembre de 1960) es una abogada y funcionaria pública peruana. Fue ministra de Trabajo y Promoción del Empleo durante el segundo gobierno de Alan García, de 2009 a 2011.

## Biografía
Es abogada egresada de la Universidad San Martín de Porres, con una Maestría en Derecho de Trabajo y Seguridad Social por la misma Universidad. Es una funcionaria de carrera del Ministerio de Trabajo donde se desempeñó como Directora de Prevención y Solución de Conflictos Laborales de la Dirección Regional de Trabajo y Promoción del Empleo (1995-2005), Directora Nacional (e) de Empleo y Formación Profesional (1999), Directora Nacional de Relaciones de Trabajo (1999-2009), entre otros cargos.

### Ministra de Trabajo
El 11 de julio de 2009 juró como ministra de Trabajo y Promoción del Empleo, formando parte del nuevo gabinete ministerial presidido por Javier Velásquez Quesquén, durante el segundo gobierno de Alan García. Se convirtió en la segunda mujer en la historia en dirigir dicho ministerio, después de Susana Pinilla. Permaneció en dicho cargo durante casi dos años, hasta el final del gobierno de García.